# Qamhana
Qamhana (tiếng Ả Rập: قمحانة, cũng đánh vần Qomhane) là một thị trấn của Syria nằm trong phó huyện của huyện Hama ở tỉnh Hama. Nó nằm ngay phía tây của Núi Zayn al-Abidin. Theo Cục Thống kê Trung ương Syria (CBS), Qamhana có dân số 13.228 trong cuộc điều tra dân số năm 2004. Cư dân của nó chủ yếu là người Hồi giáo Sunni.